# 尖體梵鰕虎
尖體梵鰕虎（学名：Vanderhorstia lanceolata），又名尖體梵鰕虎魚，为辐鳍鱼纲虾虎鱼目鰕虎魚科梵鰕虎魚屬下的一个种，该物种分布于西太平洋海域，栖息深度为10米至25米，体长可达7.5公分。